# بوبي راسيل
بوبي راسيل (بالإنجليزية: Bobby Russell)‏ (11 فبراير 1957 بغلاسكو في المملكة المتحدة - ) هو لاعب كرة قدم إسكتلندي في مركز الوسط. شارك مع منتخب إسكتلندا تحت 21 سنة لكرة القدم. أما مع النوادي، فقد لعب مع نادي رينجرز ونادي ماذرويل وCumbernauld United F.C. ‏ ونادي اربوراث ونادي كاودينبيث لكرة القدم ونادي ألبيون روفرز ونادي آير يونايتد.

## وصلات خارجية
- بوبي راسيل على موقع قاعدة بيانات كرة القدم.إي يو (الإنجليزية)
- بوبي راسيل على موقع عالم كرة القدم.نت (الإنجليزية)